# Lucanus laminifer
Lucanus laminifer (лат.) — жук из семейства рогачей.
Видовое название лат. laminifer означает «пилоносец».

## Описание
Самцы Lucanus laminifer достигают в длину около 42—80 мм, а самки 38 миллиметров. Выражен половой диморфизм — мандибулы самцов намного крупнее, чем у самок, а также оснащены множеством зубцов с внутренней стороны. На голове есть центральный и два боковых выроста. Надкрылья чёрные или тёмно-коричневые, гладкие и блестящие.

## Ареал
Этот вид встречается в Индии, Китае и Таиланде. Он предпочитает леса на больших высотах.